# Hlane-Royal-Nationalpark
Der Hlane-Royal-Nationalpark (englisch Hlane Royal National Park) ist das größte Wild- und Naturschutzgebiet und einer von sechs Nationalparks in Eswatini. Das Gebiet liegt im Nordosten von Eswatini in der Region Lubombo und ist rund 21.736 Hektar groß.

## Geschichte
Das Gebiet war ursprünglich ein privates Jagdgebiet der eswatinischen Könige. Der Name Hlane ist Siswati und bedeutet so viel wie Wildnis. In den 1960er Jahren wurde das Gebiet durch den Bau der Fernstraße MR3 zweigeteilt; in der Folge wurden viele Tiere überfahren. Der Park wird heute als einer von Dreien von der privaten Organisation Big Game Parks verwaltet.

## Fauna und Flora
Der Park besteht großteils aus Waldgebieten und Feuchtsavanne.
Der Hlane-Royal-Nationalpark ist durch Zäune in einzelne Abschnitte unterteilt. Kleintiere können diesen problemlos durchqueren, doch die großen Säugetiere des Parks bleiben so nur in bestimmten Bereichen. Im Hlane-Royal-Nationalpark kommen Elefanten, Giraffen, Löwen, Krokodile und Nashörner vor. Der Bestand an Weißrückengeiern ist gemessen an der Populationsdichte der höchste in Afrika.